# 인도알뱀
인도 알뱀(Indian egg-eating snake)은 뱀과에 속하는 희귀한 알을 먹는 뱀이다. 이 종은 인도 아대륙의 토착종이다. 학명을 반영하여 웨스터만뱀(Westermann's snake)이라고도 불린다. 뱀은 단형인 인도알뱀속에 속한다.

## 지리적 범위
인도알뱀은 방글라데시, 인도, 네팔에서 발견된다. 이 종의 최근 발견은 마하라슈트라주, 구자라트주, 펀자브주, 마디아프라데시주, 텔랑가나주, 카르나타카주에서 왔다.

## 서식지
인도알뱀의 자연 서식지는 해발 40~1,000m의 숲과 관목 지대이다.

## 묘사
인도알뱀은 광택이 나는 갈색부터 검은색을 띠며, 뒤쪽은 푸르스름한 흰색 반점이 있고 목에서 꼬리 끝까지 크림색 줄무늬가 나 있다. 머리는 갈색이고, 검은 화살 자국이 있다. 배 쪽은 흰색에 갈색 점이 있다. 성체의 몸길이는 최대 78cm, 꼬리 길이는 11cm이다.

## 행동
인도알뱀은 주행성 또는 야행성의 육상성 종으로, 식물을 기어오르는 데 뛰어난 솜씨를 보인다. 자극을 받으면 몸의 앞부분을 상승시켜 방어 전략으로 'S'자형 코일을 형성한다.

## 식이요법
인도알뱀은 배아 성장이 부족한 새알만을 먹이로 한다. 척추후만증, 경추의 돌출부, 식도로 돌출된 것, 에나멜로 덮여 있는 것, 그리고 알을 깨는데 도움을 주는 것과 같은 특별한 적응성을 가지고 있다. 이러한 알을 먹는 적응을 공유하는 유일한 뱀은 아프리카에서 발견되는 아프리카알뱀속에 있다.